# Gruta das Torres

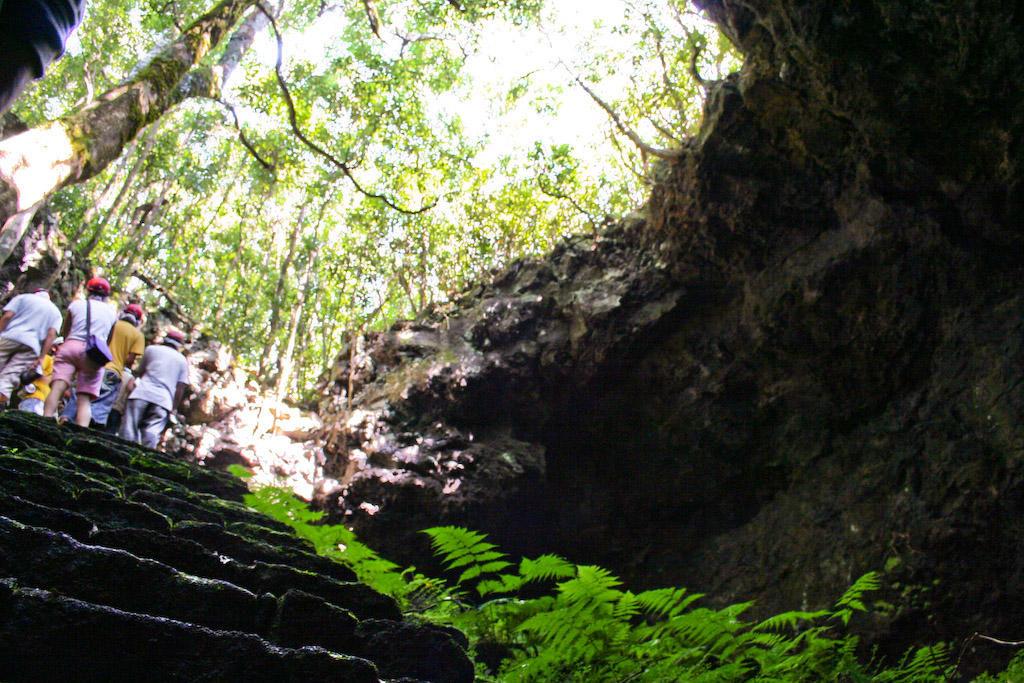
Algar da Ponte, Gruta das Torres

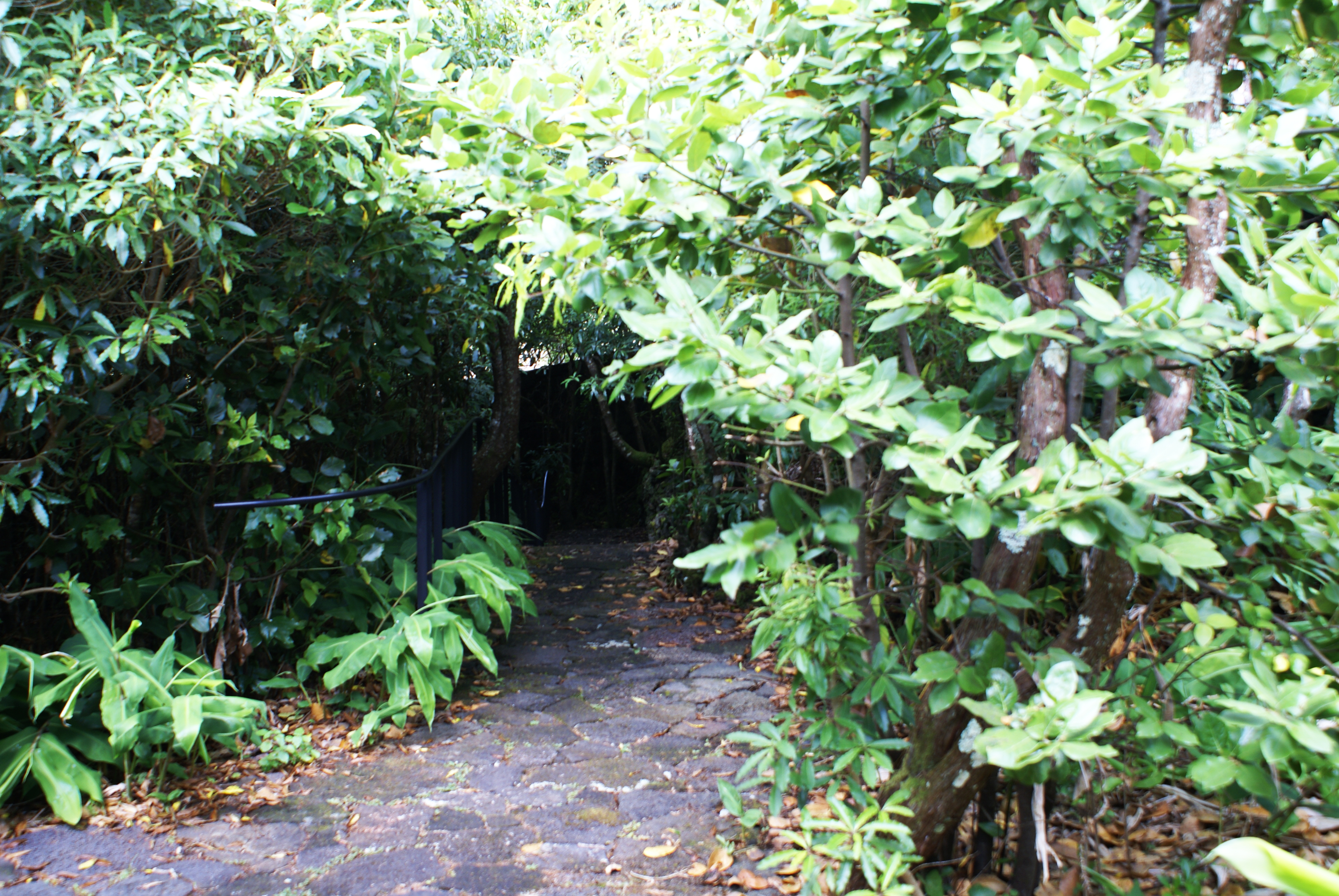
Gruta das Torres, acesso.

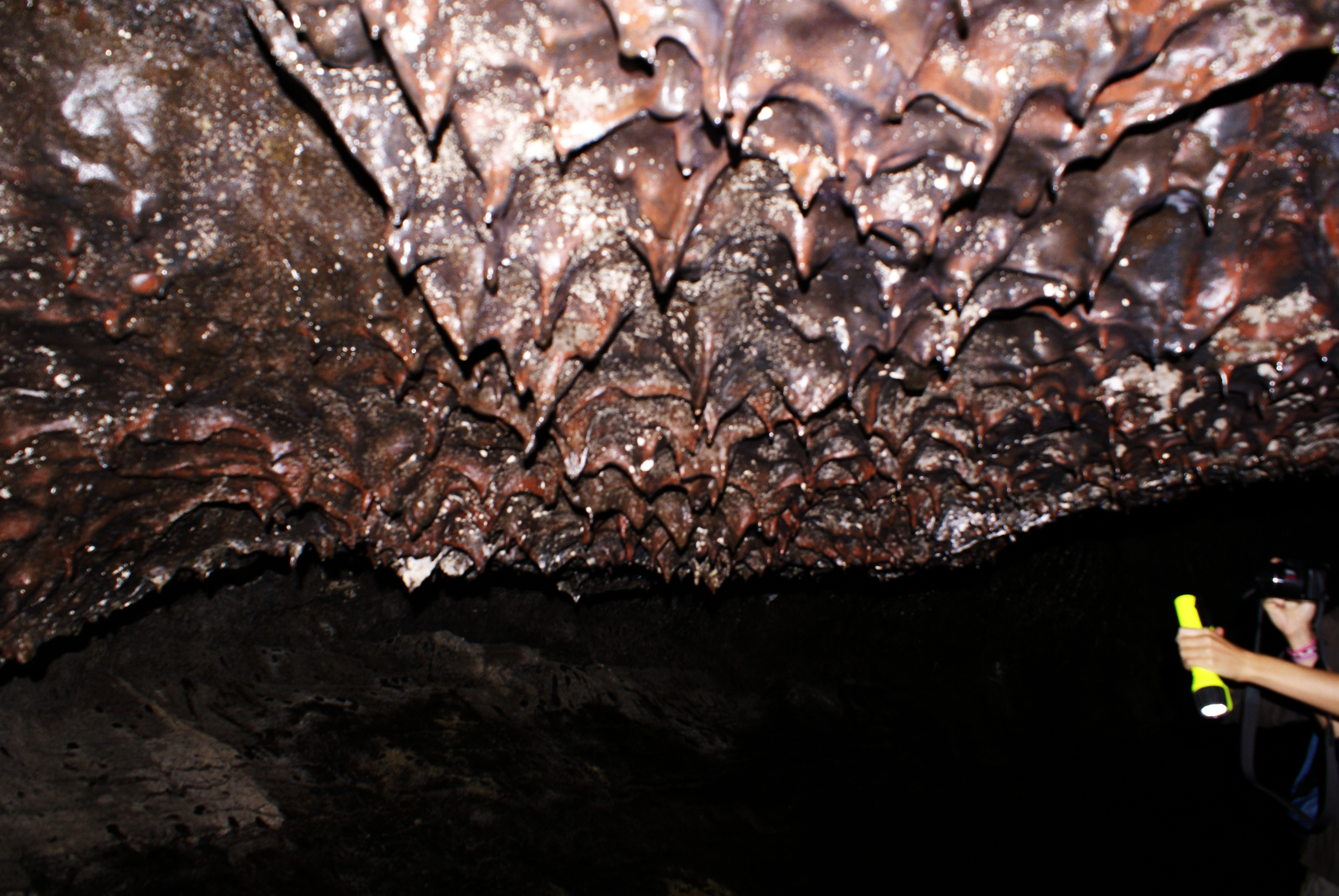
Gruta das Torres, estalactites lavicas.

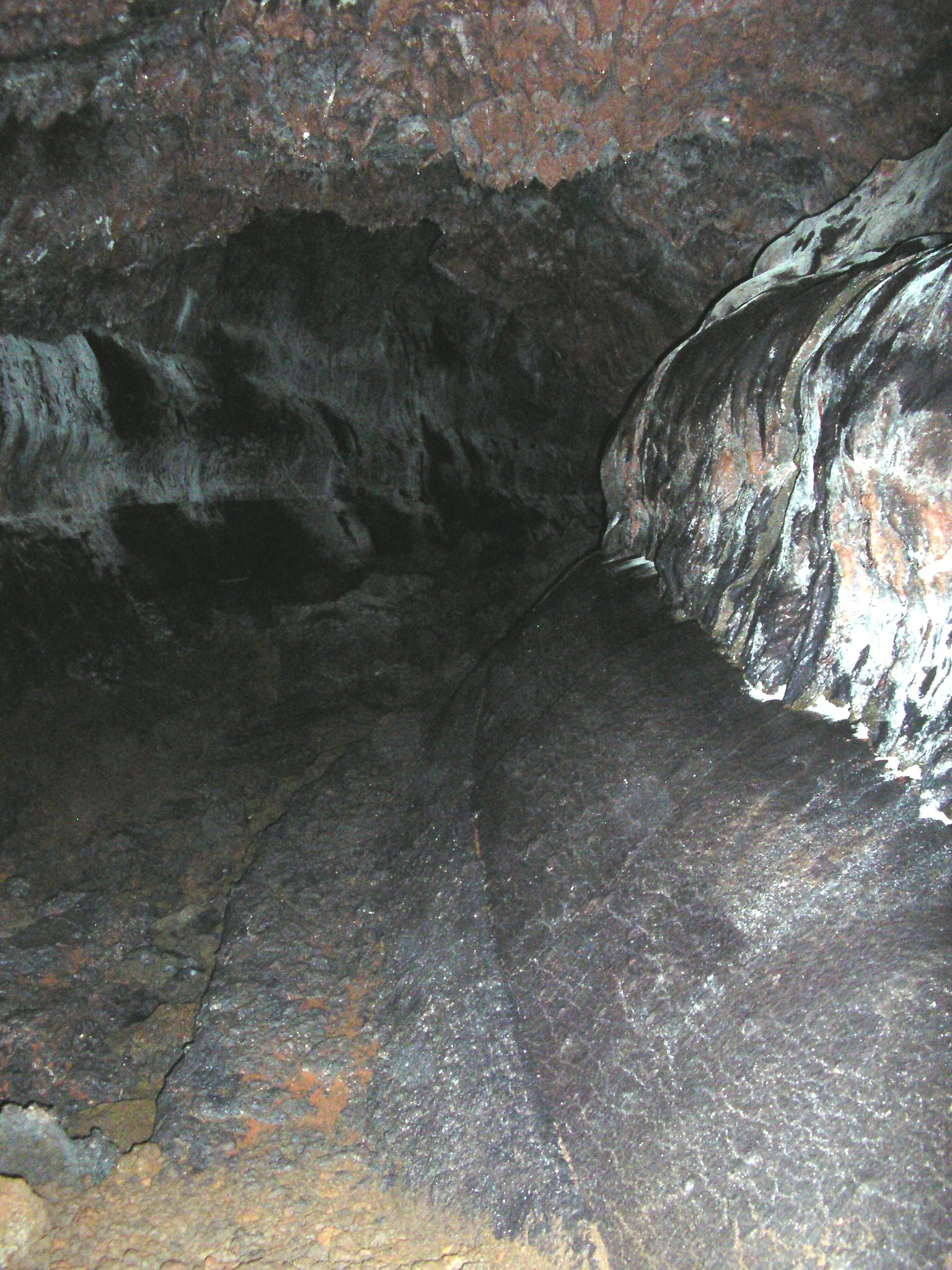
Gruta das Torres, túnel lávico.

A Gruta das Torres é uma formação geológica de origem vulcânica portuguesa localizada freguesia da Criação Velha no concelho da Madalena, ilha do Pico, Açores e faz parte da formação geológica dos Lajidos-Gruta das Torres, e encontra-se inserida no complexo vulcânico da montanha do pico. Terá sido originada num intervalo de há 500 ou 1500 anos.
Trata-se de uma gruta de origem vulcânica que pela sua importância como património natural, foi classificada como Monumento Natural Regional pelo DLR N.º 6/2004/A, de 18 de Março de 2004, do Governo Regional dos Açores.
A Gruta das Torres é o maior tubo lávico conhecido em Portugal. Tem uma extensão de 5 150 metros. Teve origem com as lavas de uma erupção vulcânica com inicio no lugar conhecido por Cabeço Bravo.
O túnel principal da gruta desenvolve-se ao longo de 4 480 metros e é na sua maior parte de grandes dimensões, chegando a atingir alturas da ordem dos  15 metros. Existe todo um emaranhado de túneis secundários laterais e superiores, cujas dimensões são mais reduzidas e apresentam estruturas geológicas muito variadas e distintas entre si.
Ao longo da sua extensão esta gruta apresenta um desnível total que ronda os 200 metros, tendo uma inclinação bastante mais suave no troço SE, ao contrário do que acontece em alguns sectores a NW onde ocorrem as maiores inclinações.
As lavas que deram forma ao chão são do tipo aa e pahoehoe e encontra-se muito bem preservadas na maior parte do túnel.
Em alguns locais houve desmoronamentos com materiais provenientes de desabamentos das paredes e do tecto.
Esta gruta apresenta no seu interior diversas estruturas características das cavidades de origem vulcânica, onde se destacam as estalactites, as estalagmites lávicas, bancadas laterais e lava balls.
Ao longo do tubo lavico existem secções onde surgem gotejamentos provenientes do tecto embora exista uma fraca circulação de água na maior parte da gruta. Possivelmente devido à sua dimensão e profundidade a temperatura no seu interior é sensivelmente constante ao longo do ano, variando de forma mais acentuada próximo da abertura.
No ano 2000 a Secretaria Regional do Ambiente deu inicio a um projecto com o objectivo aprovisionar a esta com as infra-estruturas que permitiriam segurança a quem visita esta gruta. Assim foi melhorada a acessibilidades ao interior, procedeu-se à construção de um centro de visitação e a edifícios anexos. Tendo sido construídas também instalações de iluminação cénica.
Entre o Governo Regional dos Açores e a associação “Os montanheiros” foi assinado no dia 10 de Setembro de 2004 um protocolo de cooperação com o objectivo de dinamização, exploração e manutenção da gruta.
A Gruta das Torres só foi descoberta em 1990. Nos dois anos seguintes foi explorada pelos Montanheiros e por Albino Garcia, e por C. Thomas em 1994.
Apesar de ter mais de um ponto de entrada, a abertura principal é feita pelo “Algar da Ponte”, por onde é possível entrar num ambiente cavernícola, e observar a transição da vegetação arbórea da superfície para outras formas de vida vegetal menos evoluídas, como sejam os fetos, os musgos e os líquenes, que se encontram no chão e nas paredes junto das aberturas.
Depois de penetrar no escuro é apenas possível contar com a existência de Bolors, bactérias e de entmofauna cavernícola própria destes locais.
A nível de fauna troglóbia, foram encontradas e identificadas as espécies endémicas, Trechus picoensis Machado e Cixius azopicavuz Hoch.
No entanto as grandes dimensões desta cavidade fazem prever a existência de mais espécies que poderão ser encontradas em futuros estudos bioespeleológicos.

## Espéciesobserváveis
- Tegenaria sp. Araneae Agelenidae
- Eidmanella pallida Araneae Nesticidae
- Trechus picoensis Coleoptera Carabidae
- Cixius azopicavus Homoptera Cixiidae